# Az átok háza
Az átok háza (eredeti cím: The Grudge) egy 2020-as amerikai természetfeletti horrorfilm, melyet Nicolas Pesce írt és rendezett. A producerek: Sam Raimi, Rob Tapert és Taka Ichise. A főszereplők Andrea Riseborough, Demián Bichir, John Cho, Betty Gilpin, Lin Shaye és Jacki Weaver.
A folytatást 2011-ben jelentették be, és a kiadást 2013-ban vagy 2014-ben tervezték. 2014 márciusában hivatalosan bejelentették, hogy remake film készítés van folyamatban, aminek forgatókönyvét Jeff Buhler készteti. 2017 júliusában Nicolas Pesce kapta a rendezői széket, a forgatókönyvet pedig közösen írta meg Buhlerrel. A film fő forgatása 2018. május 7-én kezdődött Winnipegben (Manitoba) és 2018. június 23-án fejezték be.
Az Amerikai Egyesült Államokban 2020. január 3-án jelent meg a Sony Pictures Releases által, míg Magyarországon egy nappal hamarabb szinkronizálva, január 2-án az InterCom Zrt. forgalmazásában.
A film általánosságban negatív értékeléseket kapott a kritikusoktól, főképp a forgatókönyv miatt, mert a karakterek mellett a cselekedett túlságosan kiszámítható volt, viszont dicsérték a premisszát és a vizuális hatásokat. A Metacritic oldalán a film értékelése 37% a 100-ból, ami 20 véleményen alapul. A Rotten Tomatoeson az Átok háza 19%-os minősítést kapott, 52 értékelés alapján.

## Cselekmény
|  | Alább a cselekmény részletei következnek! |

Hasonlóan az eredeti filmekhez, a filmet nem időrendi sorrendben, hanem több különböző történet útján mutatják be. A következő eseményeket a tényleges sorrendben ismertetjük, de nem a filmben bemutatott sorrendben.

### A Landers család
2004-ben Fiona Landers ápoló, éppen távozik egy Tokiói házból, mert különös eseményeket tapasztalt. Tájékoztatja munkatársát, Yoko-t, hogy visszatér Amerikába, és közben megrémiszti Kayako Saeki szelleme. Fiona hazautazik a Pennsylvania-i kisvárosba, ahol családjával él, a Reyburn Drive 44-es szám alatt. Azonban Kayako átka vele érkezett: A megszállott Fiona megöli a férjét Sam-et, és vízbe fojtja a kislányukat Melindát.
Goodman és Wilson nyomozó kapja az ügyet. A házba nyugtalanul, Goodman nem megy be, de társa megteszi. Azután Wilson egészségi és mentális állapota romlik, főleg amikor látja Fiona szellemét. Öngyilkosságot kísérel meg, de Goodman közbenjárásával életben marad. Wilson elmegyógyintézetbe kényszerül, társa pedig lezárja a Landers ügyet.

### A Spencer család
Röviddel a gyilkosságok után, mielőtt még felfedezték volna a testeket, Peter és Nina Spencer megtudják, hogy születendő gyermekük, egy ritka genetikai rendellenességgel fog születni, amely lesújtja a párt.
Peter ellátogat a Reyburn Drive-ra, melyet nemrég adtak el a Landers családnak. Találkozik Melinda szellemével, akinek elered az orra vére, és a férfi nem sejt semmit. Hazatelefonál Ninának, aki egyetért azzal, hogy Peter vigyázzon a kislányra míg a szülők hazaérnek. Fiona és Melinda szelleme megtámadja a férfit, akin gyorsan eluralkodik az átok. A megszállott Peter hazatérve, brutálisan meggyilkolja Ninát, vele együtt a gyermeküket, majd vízbe fojtja magát.

### A Matheson család
2005-ben egy idősebb pár, Faith és William Matheson költözik a házba. Az asszony demenciában szenved, amelyet súlyosbít a házban jelenlévő átok. Arra kényszeríti férjét, hogy felhívja Lorna Moody-t, egy fájdalommentes eltávozást biztosító cégcsoporttól.
Lorna azt javasolja Williamnek, hogy hagyják el a házat, de a férfi kijelenti hogy tisztában van a szellemek jelenlétével, azt sugallva hogy ez egy új jövőt jelent, melyben az emberek a haláluk után is a szeretteikkel lehetnek. Lorna másnap megtalálja William holttestét, akit Faith ölt meg, és levágta a saját ujjait is. A rettegve menekülő Lornát autójában, Sam Landers szelleme megtámadja, majd karambolózik és a helyszínen meghal.

### A Muldoon család
2006-ban Muldoon újonc nyomozó a városba költözik, fiával Burke-el, miután rákos férje meghalt. Őt és Goodman nyomozót egy erdőbe hívják, ahol felfedezték Lorna holttestét. Goodman kényelmetlenül kezdi érzi magát, miután megtudja hogy az áldozat járt a hírhedt Reyburn Drive-i házban. Muldoon ezt észreveszi, és hamarosan megtudja a ház sötét múltját.
Muldoon ezután a házhoz megy, ahol felfedezi a zavarodott Faith-et, és William bomlásnak indult testét. Az asszonyt kórházba szállítják, ahol meglátja Melinda szellemét, aki arra kényszeríti hogy vesse le magát az erkélyről. Ahogy Muldoon folytatja az ügy nyomozását, megkezdődik az ő, szellemek általi terrorizálása. Meglátogatja Wilsont, aki közli vele, hogyha valaki belép a házba, az áldozattá válik. A távozása közben, Wilson kivájja a szemét, így már nem látja folyton a Landers család szellemét.
Féltve fiát, belemerül az ügybe, és rájön hogy az átok, Japánban kezdődött, és Fiona hozta magával. Miután ismét megtámadják a szellemek, a házhoz megy a fiával és belépve körbelocsolja a házat benzinnel. Közben látomásokat lát, melyben Fiona meggyilkolja a családját. Hirtelen megjelenik Burke, de a nő rájön hogy Melinda szelleme űz vele tréfát, ezért felgyújtja a házat, és annak leégése közben, Muldoon átöleli az igazi Burke-öt.
Egy idő múlva, egy átlagos reggelen, Muldoon épp búcsúzkodik a "fiától", aki iskolába igyekszik. Közben az igazi Burke elhagyja a házat, ezzel felfedve hogy Melinda szelleme vette fel a kisfiú alakját, és miután Muldoon felfedezte ezt, a szellemek végeznek vele, mivel a Spencer család elátkozott házába költöztek be tudtuk nélkül, és ezzel egy új átok születik.
|  | Itt a vége a cselekmény részletezésének! |

## Szereplők
| Szerep           | Színész            | Magyar hang         |
| ---------------- | ------------------ | ------------------- |
| Muldoon nyomozó  | Andrea Riseborough | Majsai-Nyilas Tünde |
| Goodman nyomozó  | Demián Bichir      | Gáspár Sándor       |
| Peter Spencer    | John Cho           | Szatory Dávid       |
| Nina Spencer     | Betty Gilpin       | Solecki Janka       |
| Faith Matheson   | Lin Shaye          | Tímár Éva           |
| Lorna Moody      | Jacki Weaver       | Rátonyi Hajni       |
| William Matheson | Frankie Faison     |                     |
| Kayako Saeki     | Junko Bailey       | nem szólal meg      |
| Wilson nyomozó   | William Sadler     |                     |
| Fiona Landers    | Tara Westwood      |                     |

## Háttér és forgatás
Az átok film sorozat negyedik részét először 2011 augusztusában jelentették be, amelyet a Ghost House Pictures és a Mandate Pictures fejlesztett ki. Azt is bejelentették, hogy a film újraindításként fog szolgálni, bár nem erősítették meg, hogy a film színházi megjelenést kap-e, vagy közvetlenül DVD-n jelenik meg, mint például az Átok 3.. November végén, Roy Lee, aki az előző három film exkluzív producere is volt, kiderítette, hogy a gyártók még mindig nem tudtak dönteni arról, hogy mivel jár egy negyedik amerikai rész. Lee szerint még mindig "arról tárgyalnak az írók, hogy mit hozhat az asztalra egy új verzió".